# Macropodina
Macropodina je rod glavočika, dio tribusa Eupatorieae. Sastoji se od tri vrste iz Južne Amerike

## Opis
Rod Macropodina su porijeklom iz južnog Brazila, a jedna se proteže u Paragvaj i sjevbernu Argentinu. Opisan je 1972.

## Vrste
1. Macropodina blumenavii (Hieron.) R.M.King & H.Rob.
2. Macropodina bradei R.M.King & H.Rob.
3. Macropodina reitzii R.M.King & H.Rob.

## Sinonimi
Nema.